# Slavhandeln i Khiva

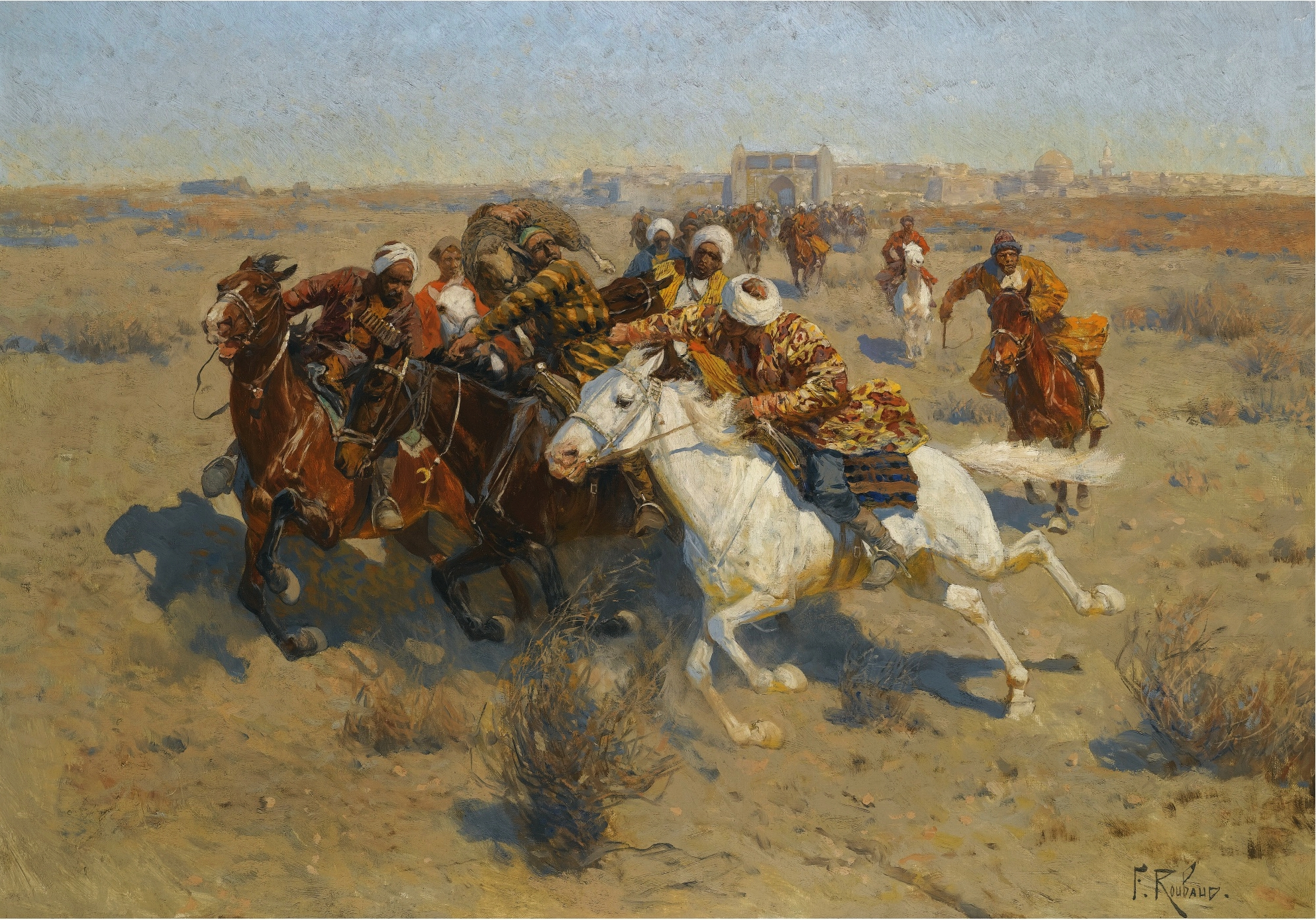
Ryttare i Khiva.

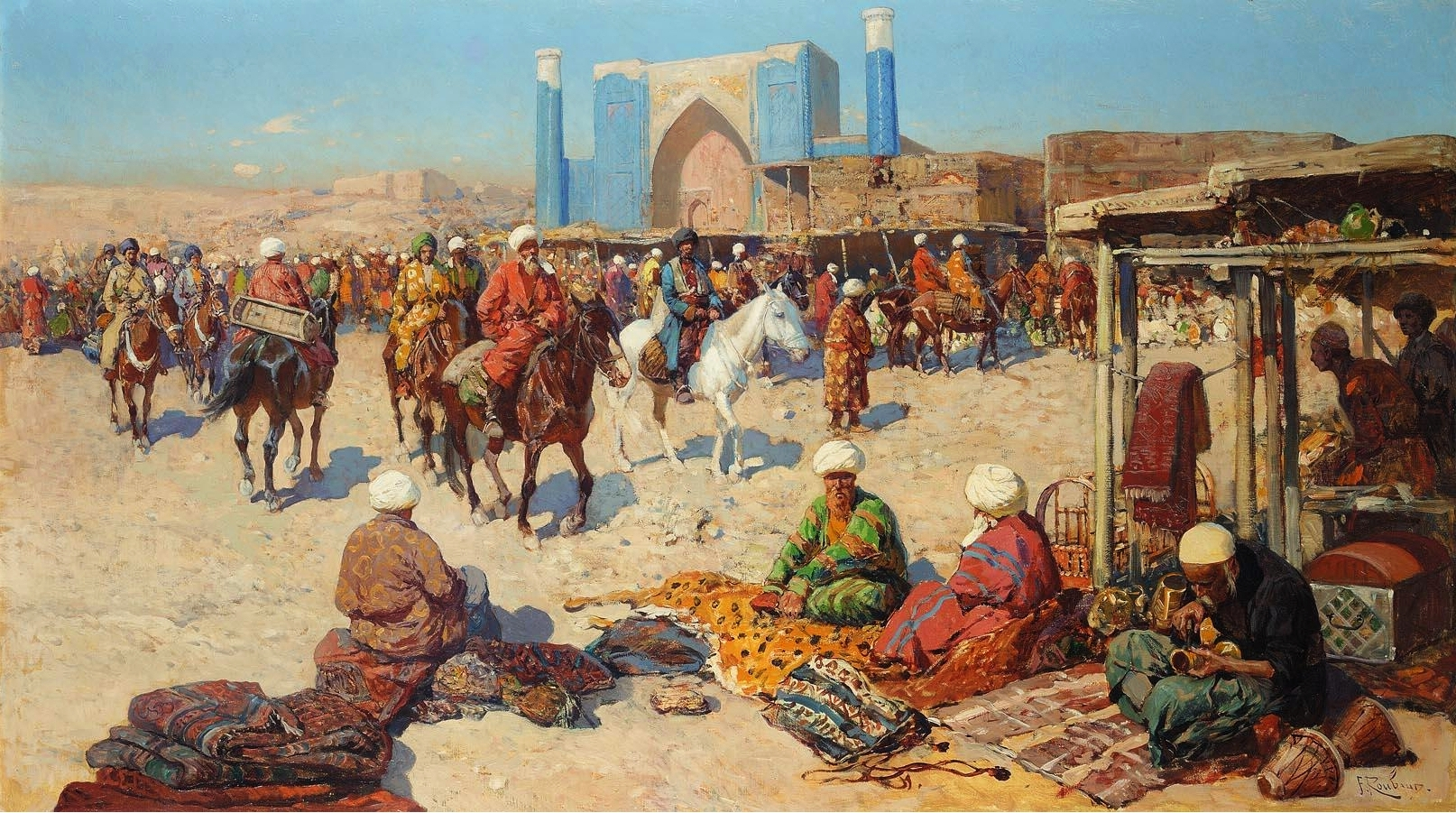
Marknaden i Khiva.

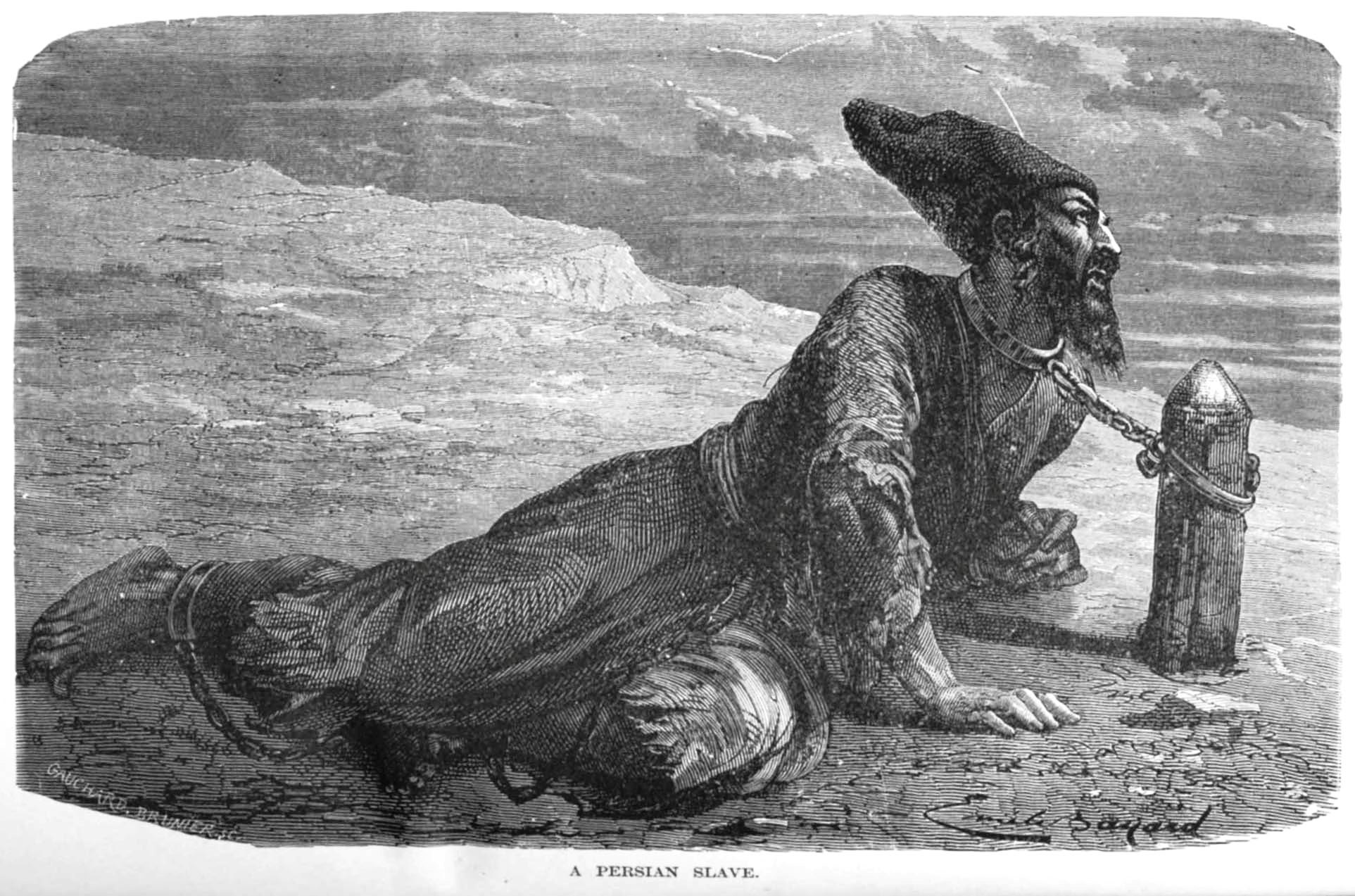
Persisk slav i Khiva på 1500-talet. Målning från 1800-talet.

Slavhandeln i Khiva syftar på den slavhandel som pågick i Khanatet Khiva i Centralasien (nuvarande Uzbekistan). Khiva utgjorde ett centrum för slavhandeln i Centralasien från 1600-talet fram till Rysslands erövring av Khiva 1873.
Det var främst ryska och persiska slavar som kidnappades under slavräder och sedan såldes till de muslimska staterna i Centralasien. Den pågående slavhandeln i Khiva var internationellt ökänd och var en av Rysslands förevändningar för att annektera khanatet 1873.

## Historia
Slavmarknaden i Khiva och Bukhara beskrevs av Anthony Jenkinson under 1500-talet, då de ska ha varit största slavmarknader. Både Khiva och Bukhara sålde 100.000 slavar årligen; de flesta av dem var perser (som i egenskap av shiamuslimer var legitima för sunnimuslimer att förslava), som tillfångatogs i räder av turkmenerna, eller ryssar, som köptes av krimatarerna.
Under 1700- och 1800-talen försågs slavmarknaden med ryska slavar levererade via slavhandeln i Kazakkhanatet.
Under 1800-talet blev slavmarknaden i Khiva större än den i Bukhara; turkmeniska stamgrupper utgörde regelbundet slavräder kallade "alaman" i två riktningar: mot shiamuslimska pilgrimskaravaner till Mashad, och mot ryska nybyggare längs uralfloden, två grupper som i egenskap av shiamuslimer och kristna båda betraktades som icke-muslimer av de sunnimuslimska turkmenerna och därför som legitima mål för slaveri.

### Slavupproret och avskaffandet
När en rysk armé under ledning av generalen Konstantin Petrovitj von Kaufmann närmade sig Khiva under Khiva-kampanjen 1873, flydde khanen Muhammad Rahim Khan II av Khiva från staden, och ryktena om den förestående ryska erövringen fick slavarna i Khiva att resa sig i allmänt uppror.
När ryska armén intog staden 28 mars 1873, möttes han av stadsbor som vädjade till honom att stoppa upproret, under vilket slavarna hämnades på sina förra ägare.
När khanen återvända efter den ryska erövringen, tvingades han av general Kaufmann att underteckna ett förbud av både slaveriet och slavhandeln.